# Gausson
Gausson (bret. Gwalc'hion) – miejscowość i gmina we Francji, w regionie Bretania, w departamencie Côtes-d’Armor.
Według danych na rok 1990 gminę zamieszkiwały 603 osoby, a gęstość zaludnienia wynosiła 36 osób/km² (wśród 1269 gmin Bretanii Gausson plasuje się na 776. miejscu pod względem liczby ludności, natomiast pod względem powierzchni na miejscu 604.).